# Лавриненко Анатолій Анатолійович
Лавриненко Анатолій Анатолійович (* 20 квітня 1953, с. Іванівка (Миролюбівка), Нововоронцовський район, Херсонська область) — Герой України, комбайнер сільського господарства «Колос» у селі Нововознесенське, Високопільського району (Херсонска обл.).
Освіта: Нікопольський технікум сільського господарства (1974—1977), технік-механік.
1971—1973 — служба в армії, на Південному Кавказі. З 1974 — в колгоспі «Більшовик» (згодом — «Колос») Високопільського району Херсонської області.

## Нагороди
- Орден «Знак Пошани» (1977),
- Орден Трудового Червоного Прапора (1986).
- Почесна грамота Президії ВР УРСР (1987).
- Бронзова і золота медаль ВДНГ СРСР.
- Герой України (з врученням ордена Держави, 13.11.2001).